# فاوست (غوته)

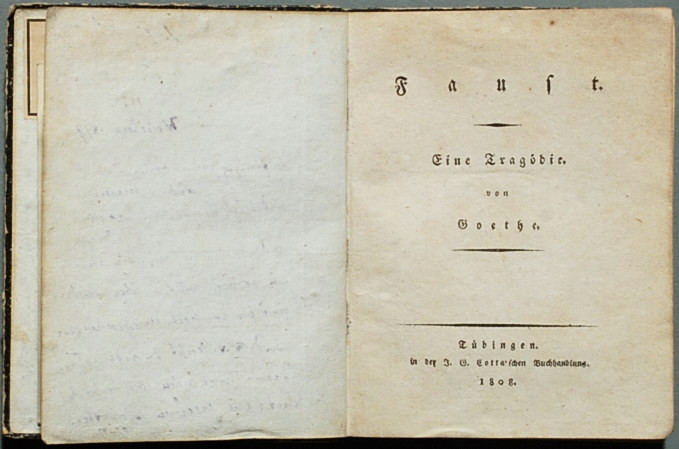
فاوست: الجزء الأول، الطبعة الأولى، 1808

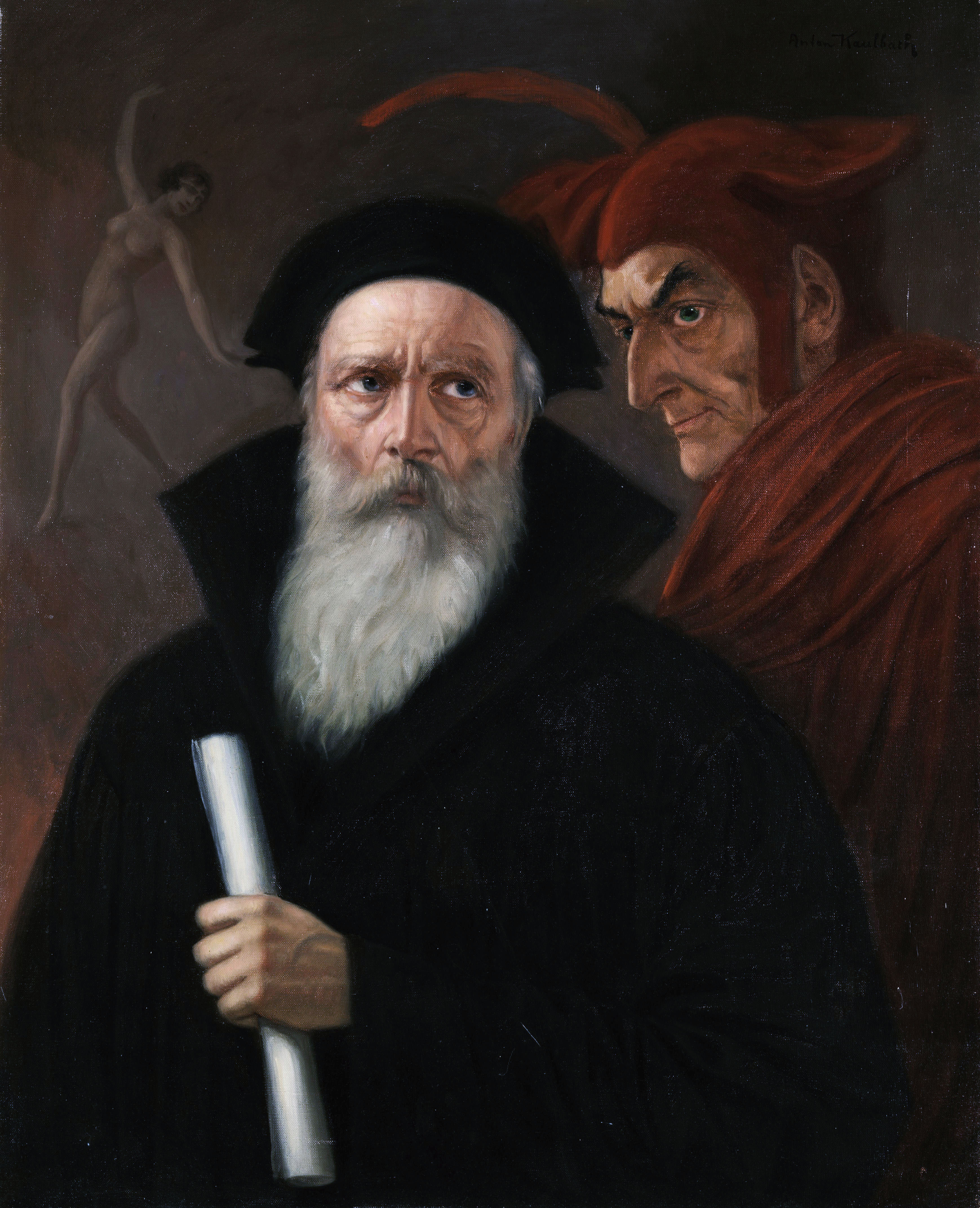

فاوست (بالألمانية: Faust) هي مسرحية تراجيدية، من تأليف الكاتب المسرحي الألماني يوهان فولفغانغ فون غوته. تقع في فصلين: الجزء الأول من التراجيديا (بالألمانية: Faust. Der Tragödie erster Teil) ونُشر للمرة الأولى في عام 1808، والجزء الثاني من التراجيديا (بالألمانية: Der Tragödie zweiter Teil) ونُشر للمرة الأولى في 1832 وهو العام الذي توفي فيه غوته. على الرغم من أن المسرحية حققت نجاحاً باهراً إلا أنها نادراً ما كانت تؤدى على المسرح، لكنها حصدت أكبر جمهور في المسارح الألمانية. ويعتبر «فاوست» عمل غوته الأكثر شهرة ويضعه الكثيرون ضمن أعظم الأعمال الأدبية في تاريخ الأدب الألماني.
أنهى غوته نسخة أولية من الجزء الأول من العمل في 1806، ونشرت في 1808، ثم أعقب ذلك طبعة منقحة في 1828-1829، وكان ذلك آخر تعديل لغوته عليها. وقبل تلك الطبعتين ظهرت طباعة جزئية من فاوست في 1790. أقدم نسخ العمل، معروفة باسم اورفاوست، وضعت بين 1772 وعام 1775، إلا أن التفاصيل عن تلك النسخة غير واضحة. المخطوطة فُقدت، ولكن تم اكتشاف نسخة في عام 1886.

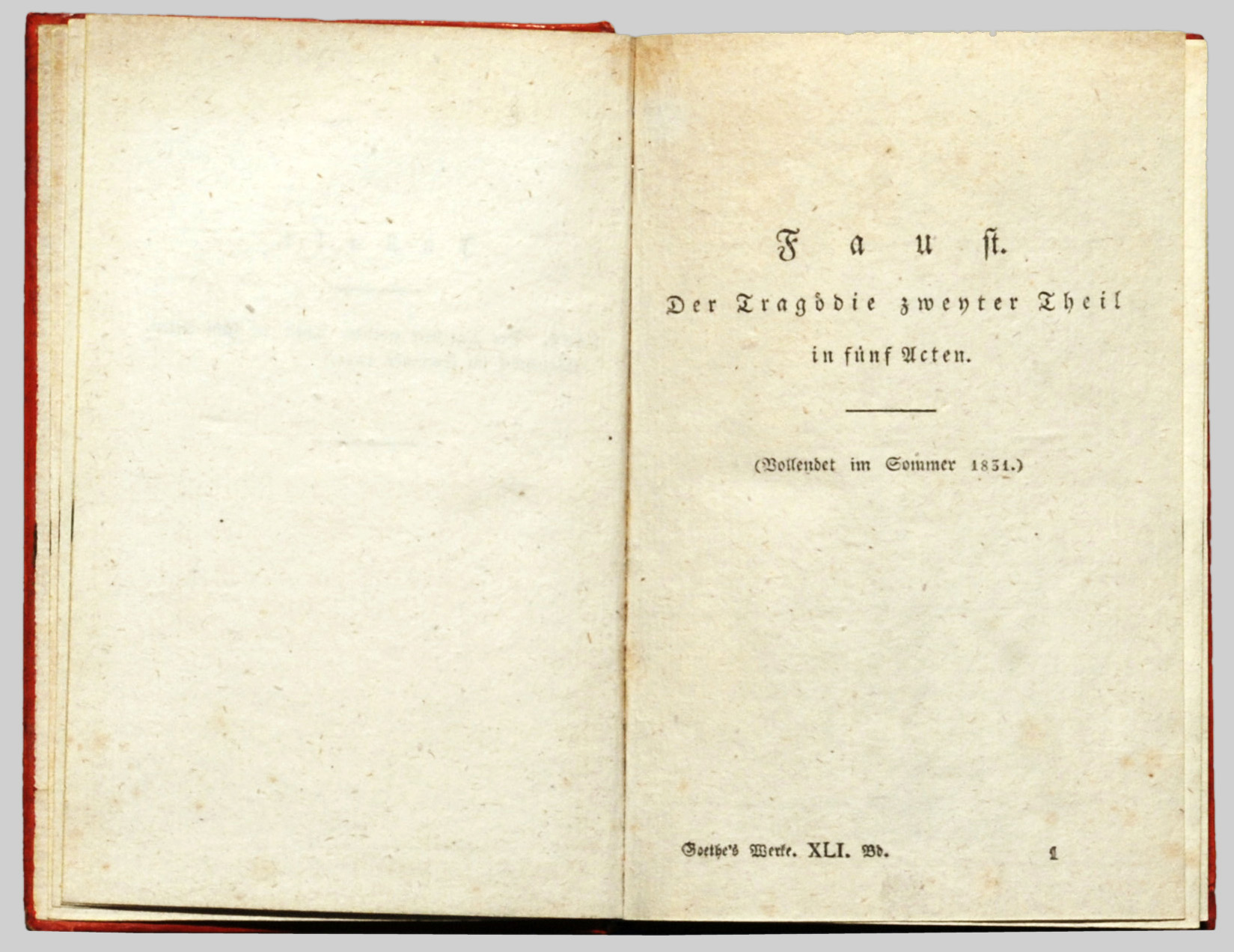
فاوست: الجزء الثاني، الطبعة الأولى، 1832

أنهى غوته الجزء الثاني في عام 1831. وعلى النقيض من الجزء الأول، لم يركز غوته على روح فاوست التي تم بيعها للشيطان، عوضاً عن هذا ركز على الظواهر الاجتماعية مثل علم النفس والتاريخ والسياسة بالإضافة إلى موضوعات فلسفية وصوفية. وهذا الجزء عكس السنوات الأخيرة من حياة غوته، ويلاحظ فيه الغموض وكثرة الخفايا. والجزء بأكمله قائم على قصيدة نظم بعضها قبل صدور الجزء الأول، ونظم الباقي بعد صدوره، وأصدر القصيدة كاملة في عام 1827 واسماها «خيال الظل الكلاسيكي الرومانتيكي». نُشر الجزء الثاني من المسرحية بعد وفاته في عام 1832.

## القصة

ترجمة أحمد بدوي لمسرحية فاوست، 2009، المركز القومي للترجمة، ISBN 9789774795364

فاوست هي خرافة قديمة يردها بعض المؤرخين إلى ما قبل غزو النورمان لإنجلترا، وتناولها العديد من الأدباء في مؤلفاتهم منهم غوته ومن قبله الشاعر الإنجليزي كريستوفر مارلو والشاعر الفرنسي روتبيف والكاتب الألماني غوتهلد إفرايم لسنج. الخرافة تحكي عن شخص (فاوست) ورث عن عمه أموالاً، وتعلم كل ما أمكنه من علوم زمانه، ولكنه بعد أن ادركه الكبر اعتقد أن كل ما أخذه من علم لا نفع له، فندم على سنوات شبابه الذي أضاعها ولم يقضيها في متعته، فظهر له الشيطان (مفستوفيليس) يقايض روحه وجسده على أن يمده بأربع وعشرين سنة وهو في شبابه، اقتنع فاوست بما عرض عليه الشيطان فمضى في سبيل الشر فقتل وفسق ووقع في كل رذيلة أمكنه فعلها. وفي هذه المسرحية عشق فاوست مارجريت (وتُعرف أيضاً باسم جريتشن)، وعندما عرض عليه الشيطان النساء رده رداً عنيفاً قائلاً بأنه لا يريد سوى مارجريت المرأة التي أحبها. في الخاتمة تبع غوته منهج ليسنج فعندما أتى الشيطان ليأخذ حقه من الاتفاق في النهاية أتاه صوتاً من السماء قائلاً «لن تفلح فيما تريد» ويُكتب الخلاص لفاوست ومارجريت.

## وصلات خارجية
| - فاوست لغوته، على مكتبة جامعة ميشيغان. - فاوست الأصلية لغوته، على ويكي مصدر الإنجليزية (مترجم). - فاوست: الجزء الأول (غوته)، على ويكي مصدر الألمانية - فاوست: الجزء الثاني (غوته) على ويكي مصدر الألمانية. | - فاوست لغوته، على أرشيف الإنترنت. - فاوست لغوته، على مشروع جوتنبرج. - فاوست لغوته، على كتب جوجل. - فاوست لغوته، على موقع أمازون. |

## الطبعات بالعربية
- فاوست، يوهان فولفغانغ فون غوته، ترجمة عبد الرحمن بدوي، أعمال خالدة، دمشق، 1998.
- فاوست، يوهان فولفغانغ فون غوته، ترجمة عبد الرحمن بدوي، المركز القومي للترجمة، 2009. ISBN13: 9789774795364
- فاوست، يوهان فولفغانغ فون غوته، ترجمة محمد عوض محمد، القاهرة، لجنة التأليف والترجمة والنشر، 1958، 1971.
- مأساة فاوست، يوهان فولفغانغ فون غوته، ترجمة عبد الحليم كرارة، الإسكندرية، منشأة المعارف، 1959.
- فاوست، يوهان فولفغانغ فون غوته، ترجمة إسماعيل كامل، القاهرة، دار الجيب.